# Japanisches Gleithörnchen
Das Japanische Gleithörnchen (Pteromys momonga) ist eine der beiden Arten der Echten oder Altweltlichen Gleithörnchen (Pteromys). Es kommt auf den japanischen Inseln Honshu, Shikoku und Kyushu vor.

## Merkmale

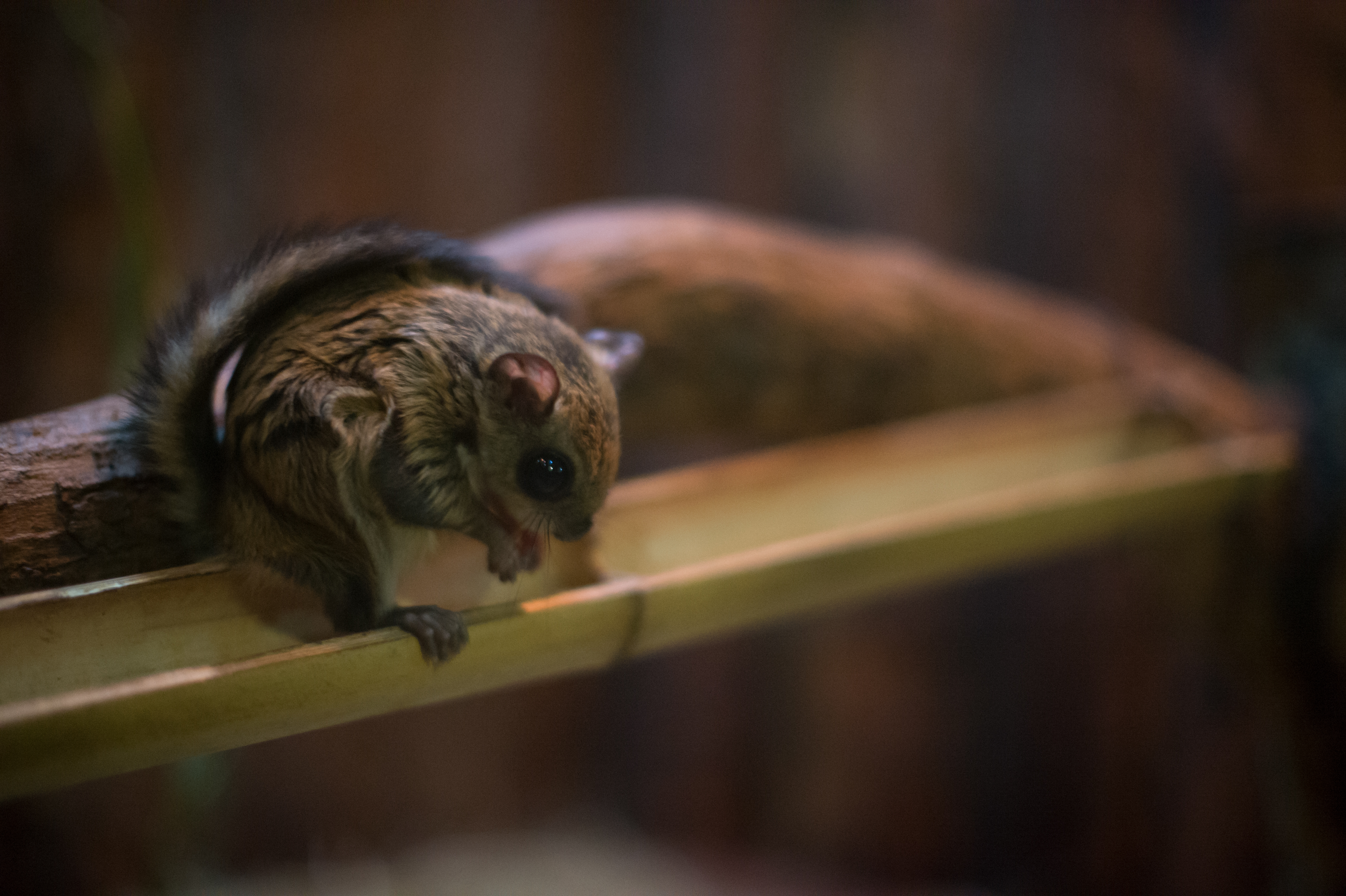
Japanisches Gleithörnchen im Ueno Zoo

Das Japanische Gleithörnchen erreicht eine Kopf-Rumpf-Länge von etwa 15 bis 17 Zentimetern sowie eine Schwanzlänge von etwa 12 bis 14 Zentimetern. Das Gewicht liegt bei etwa 150 Gramm. Die Rückenfärbung der Tiere ist hellbraun bis gräulich-braun, die Bauchseite und die Unterseite der Gleithaut sind weiß. Der Kopf ist kräftig und am Hinterkopf gerundet. Wie alle Zwerggleithörnchen hat es eine behaarte Gleithaut, die Hand- und Fußgelenke miteinander verbindet und durch eine Hautfalte zwischen den Hinterbeinen und dem Schwanzansatz vergrößert wird. Die Gleithaut ist muskulös und am Rand verstärkt, sie kann entsprechend angespannt und erschlafft werden, um die Richtung des Gleitflugs zu kontrollieren.
Im Vergleich zum Japanischen Riesengleithörnchen (Petaurista leucogenys) ist das Japanische Gleithörnchen deutlich kleiner und erreicht nur etwa 15 % des Körpergewichts, dagegen ist es etwa 25 % größer als das in Nordamerika lebende und bekannte Nördliche Gleithörnchen (Glaucomys sabrinus).

## Verbreitung
Das Japanische Gleithörnchen lebt endemisch in Japan und kommt auf den  Inseln Honshu, Shikoku und Kyushu vor.

## Lebensweise
Das Japanische Gleithörnchen lebt in den Nadelwäldern bis in die höheren Lagen nahe der Baumgrenze der japanischen Inseln. Es ist baumlebend und ernährt sich omnivor vor allem von Samen, Nüssen und Früchten sowie zusätzlich von Knospen, Blättern und Rinde. Es nistet sich in Baumhöhlen und auch in von Menschen bereitgestellte Nistkästen ein und baut seine Nester aus Baumrinden.
In einigen Teilen seines Lebensraumes überlappt dieser mit dem des Europäischen Gleithörnchens (Pteromys volans), dessen Verbreitungsgebiet sich bis auf die japanischen Inseln ausdehnt.

## Systematik
Das Japanische Gleithörnchen wird als eigenständige Art innerhalb der Gattung der Echten oder Altweltlichen Gleithörnchen (Pteromys) eingeordnet, die neben dieser Art nur noch das Europäische Gleithörnchen (Pteromys volans) enthält. Die wissenschaftliche Erstbeschreibung stammt von Coenraad Jacob Temminck aus dem Jahr 1844 anhand eines Individuums von der Insel Kyushu, Japan. Innerhalb der Art werden keine Unterarten unterschieden.

## Bestand, Gefährdung und Schutz
Das Japanische Gleithörnchen ist in seinem Verbreitungsgebiet relativ häufig und wird von der International Union for Conservation of Nature and Natural Resources (IUCN) als nicht bedroht („least concern“) gelistet. Begründet wird dieser Status neben der Häufigkeit der Art vor allem mit den nicht vorhandenen Bedrohungen in den Lebensräumen in Japan.

## Belege
1. 1 2 3 4 5 6 7  Richard W. Thorington Jr., John L. Koprowski, Michael A. Steele: Squirrels of the World. Johns Hopkins University Press, Baltimore MD 2012; S. 128–129. ISBN 978-1-4214-0469-1
2. 1 2 3  Pteromys momonga in der Roten Liste gefährdeter Arten der IUCN 2014.1. Eingestellt von: N. Ishii, Y. Kaneko, 2008. Abgerufen am 22. Juni 2014.
3. 1 2 3  Don E. Wilson & DeeAnn M. Reeder (Hrsg.): Pteromys momonga in Mammal Species of the World. A Taxonomic and Geographic Reference (3rd ed).